# Брасла, Варис
Варис Брасла (латыш. Varis Brasla, 25 апреля 1939) — советский и латвийский режиссёр театра и кино.

## Биография
Родился в Риге, в семье актёра и режиссёра Жаниса Браслы и актрисы Валии Браслы. По окончании школы в 1957 поступил в Ленинградский государственный институт театра, музыки и кинематографии, который закончил в 1962. После — учёба в Москве на высших курсах сценаристов и режиссёров (1968). Был режиссёром (1962—1965) и главным режиссёром (1995—2000) Валмиерского драматического театра.
С 1965 на Рижской киностудии, ассистент и второй режиссёр. Первой самостоятельной работой стал короткометражный фильм «Салатик» (1971). Потом была работа над полнометражным фильмом «Соната над озером», совместно с режиссёром Гунаром Цилинским. Картина получила высокую оценку — главный приз Всесоюзного фестиваля в Риге и Государственную премию ЛССР.
В 90-е годы пробовал свои силы в документальном кино (фильм об актёре Эдуарде Павулсе) и на телевидении. Сделал серию уроков латышского языка с участием театральных актёров.
Неоднократный лауреат национальной кинонаграды «Lielais Kristaps» («Большой Кристап»).
Женат на актрисе Валмиерского драматического театра Визме Калме.
В 2017 году Варис Брасла был награждён Почётной грамотой Кабинета Министров Латвии.

## Фильмография
- 1971 — Салатик
- 1976 — Соната над озером
- 1978 — Весенняя путёвка
- 1980 — Пожелай мне нелётной погоды
- 1982 — Голова Тереона
- 1984 — Долг в любви
- 1985 — Проделки сорванца
- 1987 — Айя
- 1988 — О любви говорить не будем
- 1991 — Времена землемеров
- 1993 — Рождественский переполох
- 2004 — Водяная бомба для кота-толстяка
- 2017 — Дедушка, который опаснее компьютера[латыш.]